# ميساكي أوزاوا
ميساكي أوزاوا (باليابانية: 小沢みさき) هي لاعب هوكي الحقل يابانية، ولدت في 8 أغسطس 1985.

## وصلات خارجية
- ميساكي أوزاوا على موقع أوليمبيديا (الإنجليزية)